# Eleição municipal de Porto Velho em 2016
A eleição municipal  de Porto Velho em 2016 ocorreu em 2 de outubro e foi realizado um segundo turno no dia 30 de outubro (segundo turno para prefeito) de 2016 para eleger um prefeito, um vice-prefeito e 21 vereadores para a administração da cidade. O atual prefeito Dr. Mauro Nazif tentou a reeleição mas foi derrotado no 1º turno. Sendo assim, os candidatos Dr. Hildon (PSDB) e Léo Moraes (PTB) disputam o pleito no 2º turno.

## Antecedentes
Na eleição municipal de 2012, Mauro Nazif (PSB) derrotou o candidato do PV, Lindomar Garçon, em uma vitória esmagadora no 2º turno, ficando com 63,03% dos votos válidos (119.896 votos), enquanto seu concorrente ficou na segunda colocação com 36,97% (37.224 votos).

## Eleitorado
Na eleição de 2016, estiveram aptos a votar 319.939 portovelhenses, o que correspondia a 64,9% da população da cidade.

## Candidatos
Foram sete candidatos à prefeitura em 2016: Pimenta de Rondônia do PSOL, Dr. Mauro Nazif do PSB, Roberto Sobrinho do PT, Pimentel do PMDB, Dr. Ribamar Araújo do PR, Dr. Hildon do PSDB e Léo Moraes do PTB. 
Em 5 de setembro, a 6ª Zona Eleitoral de Porto Velho negou a candidatura de Roberto Sobrinho por improbidade administrativa quando era prefeito de Porto Velho entre 2005 e 2012 Porém, no dia seguinte, o candidato do PT obteve uma liminar para continuar disputando a eleição até uma decisão definitiva. Em 14 de setembro, o ministro Sérgio Kukina, da Primeira Turma do Superior Tribunal de Justiça, chegou a anular o efeito da condenação de Roberto Sobrinho, mas ele foi considerado outra vez inabilitado para disputar a prefeitura da capital pelo TRE.
|  | Nº | Candidato           | Partido | Vice                      | Coligação |
|  | -- | ------------------- | ------- | ------------------------- | --- |
|  | 50 | Pimenta de Rondônia | PSOL    | Valdemar Azzi (PSOL)      | Partido Socialismo e Liberdade (PSOL)                                                                                               |
|  | 40 | Dr. Mauro Nazif     | PSB     | Ana Maria Negreiros (PDT) | "Porto Velho mais Forte" Partido Socialista Brasileiro (PSB) Partido Democrático Trabalhista (PDT) PSD SD PPL REDE PCdoB PV PHS PTC |
|  | 15 | Pimentel            | PMDB    | Pastor Severino (DEM)     | "Por amor a Porto Velho" Partido do Movimento Democrático Brasileiro (PMDB) PRB DEM PRTB                                            |
|  | 45 | Dr. Hildon          | PSDB    | Edgar do Boi (PSDC)       | "Juntos por uma Porto Velho melhor" PSDB PSDC                                                                                       |
|  | 13 | Roberto Sobrinho    | PT      | Ferreira (PT)             | Partido dos Trabalhadores (PT) |
|  | 22 | Dr. Ribamar Araújo  | PR      | Pastor James Melo (PR)    | "Para orgulhar Porto Velho" Partido da República (PR) Partido Social Liberal (PSL)                                                  |
|  | 14 | Léo Moraes          | PTB     | Dr. Amado (PP)            | "Abrace Porto Velho" PTB PP PTN PSC PRP PPS PROS                                                                                    |

## Debates na TV

### 1º Turno
Os candidatos Dr. Hildon (PSDB), Dr. Mauro Nazif (PSB), Dr. Ribamar Araújo (PR), Léo Moraes (PTB), Roberto Sobrinho (PT) e Williames Pimentel (PMDB)  participaram do debate realizado na TV Rondônia no dia 30 de setembro de 2016.
O debate de ideias e projetos durou cerca de 1h35 e foi divido em quatro blocos - dois com tema de livre escolha dos políticos e dois com temas determinados em sorteio. A discussão foi mediada pelo jornalista André Luiz Azevedo 

### Primeiro turno
| Data       | Organizador(es)    | Dr. Hildon (PSDB) | Dr. Mauro Nazif (PSB) | Léo Moraes (PTB) | Pimentel (PMDB) | Roberto Sobrinho (PT) | Dr Ribamar Araújo (PR) | Pimenta de Rondônia (PSOL) |
| ---------- | ------------------ | ----------------- | --------------------- | ---------------- | --------------- | --------------------- | ---------------------- | -------------------------- |
| 07/09/2016 | RedeTV! RO         | Presente          | Presente              | Presente         | Presente        | Presente              | Presente               | Presente                   |
| 13/09/2016 | SBT/TV Allamanda   | Presente          | Presente              | Presente         | Presente        | Presente              | Presente               | Presente                   |
| 25/09/2016 | Rede Record/SIC TV | Presente          | Presente              | Presente         | Presente        | Presente              | Presente               | Presente                   |
| 29/09/2016 | TV Rondônia        | Presente          | Presente              | Presente         | Presente        | Presente              | Presente               | Não convidado              |

### Segundo turno
| Data       | Organizador(es)    | Dr. Hildon (PSDB) | Léo Moraes (PTB) |
| ---------- | ------------------ | ----------------- | ---------------- |
| 07/10/2016 | TV Meridional      | Presente          | Presente         |
| 23/10/2016 | Rede Record/SIC TV | Presente          | Presente         |

## Resultados

### Prefeito
| Candidato(a)               | Vice                      | 1º turno 2 de outubro de 2016 | 1º turno 2 de outubro de 2016 | 2º turno 30 de outubro de 2016 | 2º turno 30 de outubro de 2016 |
| Candidato(a)               | Vice                      | Total                         | Percentagem                   | Total                          | Percentagem                    |
| -------------------------- | ------------------------- | ----------------------------- | ----------------------------- | ------------------------------ | ------------------------------ |
| Dr. Hildon Chaves (PSDB)   | Edgar do Boi (PSDC)       | 57.954                        | 27,20%                        | 148.673                        | 65,15%                         |
| Léo Moraes PTB)            | Dr. Amado (PP)            | 55.656                        | 26,12%                        | 79.534                         | 34,85%                         |
| Dr. Mauro Nazif (PSB)      | Ana Maria Negreiros (PDT) | 51.456                        | 24,15%                        | Não participarão               | Não participarão               |
| Pimentel (PMDB)            | Pastor Severino (DEM)     | 33.379                        | 15,66%                        | Não participarão               | Não participarão               |
| Dr. Ribamar Araújo (PR)    | Pastor James Melo (PR)    | 12.481                        | 5,86%                         | Não participarão               | Não participarão               |
| Pimenta de Rondônia (PSOL) | Valdemar Azzi (PSOL)      | 2.171                         | 1,02%                         | Não participarão               | Não participarão               |
| Roberto Sobrinho (PT)      | Ferreira (PT)             | 26.629                        | 0%                            | Não participarão               | Não participarão               |
| Total de votos válidos     | Total de votos válidos    | 213.097                       | 82,86%                        | 228.207                        | 93,07%                         |
| → Votos em branco          | → Votos em branco         | 7.203                         | 2,77%                         | 4.771                          | 1,95%                          |
| → Votos nulos              | → Votos nulos             | 40.018                        | 15,37%                        | 12.222                         | 4,98%                          |
| Total                      | Total                     | 260.318                       | 81,36%                        | 245.200                        | 76,64%                         |
| Abstenções                 | Abstenções                | 59.623                        | 18,64%                        | 74.741                         | 23,36%                         |
| Total de inscritos         | Total de inscritos        | 319.941                       | 100%                          | 319.941                        | 100%                           |